# Pasteurisation éclair
La pasteurisation éclair ou UHT est une méthode de pasteurisation chaude de boissons périssables comme les jus de fruits et légumes, le vin, la bière et quelques produits laitiers. Comparée à d'autres processus de pasteurisation, elle garde mieux la couleur et le goût, mais quelques fromages réagissent avec plus ou moins de succès. 

## Historique
La pasteurisation éclair est largement employée dans l'industrie du jus de fruits, développée par Tropicana dans les années 1950. L'entreprise Odwalla adopta la technique en 1996 après un cas d'empoisonnement alimentaire.

## Principe
La pasteurisation éclair est effectuée avant le conditionnement du produit pour tuer les micro-organismes responsables de la détérioration, le rendant ainsi plus sûr et prolongeant sa durée de conservation. Il est essentiel que la pasteurisation éclair ait lieu en compagnie de techniques de conditionnement stériles pour éviter une contamination après pasteurisation. Le liquide coule dans un débit continu et contrôlé, soumis à une température entre 71,5 °C et 74 °C pendant 15 à 30 secondes, suivi par un refroidissement rapide.

## Utilisation

### Œnologie

#### Procédé
Les exploitations vinicoles utilisent la filtration sur des vins présentant un risque microbiologique potentiel.  Ces filtrations peuvent être stériles, ou moins restrictives, mais peuvent induire une diminution des qualités organoleptiques du produit, sans toutefois éradiquer la totalité des micro-organismes présents dans le vin.
Comme certains problèmes microbiologiques apparaissent au début de l'élevage, il est judicieux de ne pas utiliser une technique susceptible d'affecter l'élevage du vin, en éliminant certains composants  par filtration ou collage (lies fines) intéressants pour la suite de l'élevage.
La flash pasteurisation est un chauffage du vin à 71,5 à 74 °C pendant 15 à 30 secondes, permettant de détruire les populations de bactéries acétiques, de bactéries lactiques, de brettanomyces et de levures de refermentation tout en respectant les qualités organoleptiques du produit. Son action est également reconnue dans la lutte contre l’instabilité protéique. Le traitement possible des lies permet leur conservation pour la suite de l'élevage.

#### Alternatives non applicables
Cela exclut la pasteurisation, qui fait appel à des durées de traitement pouvant provoquer des réactions de Maillard avec apparition de goûts de cuit, caramélisé, voire brûlé. La thermolisation n'est pas non plus envisageable, c'est une technique assez restrictive, puisqu'elle ne s'adresse qu'aux vins au moment de leur mise en bouteille. Son principe, reposant sur le refroidissement lent du vin, présente quelques risques organoleptiques. De plus, la concordance thermique, entre ces températures de traitement et les températures optimales d'activation des phénols oxydases, induit quelques risques de déviations aromatiques oxydasiques[Quoi ?].